# Diócesis de Yuanling
La diócesis de Yuanling, de Yüanling, de Chenzhou o de Shen-Chou (en latín: Dioecesis Iuen-limensis y en chino: 天主教沅陵教区) es una circunscripción eclesiástica de la Iglesia católica en China. Se trata de una diócesis latina, sufragánea de la arquidiócesis de Changsha. Desde el 25 de abril de 2012 su administrador apostólico es el arzobispo Methodius Qu Ailin, obispo de la diócesis oficial de Hunán, aunque para el Anuario Pontificio está vacante desde el 13 de mayo de 1968. La Asociación Patriótica Católica China, luego de un reordenamiento de sus límites, en 1999 la fusionó en su nueva diócesis de Hunán, junto con la arquidiócesis de Changsha, las diócesis de Changde y Hengzhou y las prefecturas apostólicas de Yueyang, Yongzhou, Xiangtan, Lizhou y Baoqing, sin el asentimiento de la Santa Sede. 

## Territorio y organización
La diócesis extiende su jurisdicción sobre los fieles católicos de rito latino residentes en la parte noroccidental de la provincia de Hunán. 
La sede de la diócesis se encuentra en la ciudad de Yuanling, en la ciudad-prefectura de Huaihua. Sin embargo, desde la erección de la diócesis oficial de Hunán la sede de esta circunscripción patriótica se encuentra en la ciudad de Changsha, en donde se halla la Catedral de la Inmaculada Concepción.

## Historia
La prefectura apostólica de Shenchow fue erigida el 13 de marzo de 1925 con el breve Quae rei sacrae del papa Pío XI, obteniendo el territorio del vicariato apostólico de Changde (hoy diócesis).
El 28 de mayo de 1934 la prefectura apostólica fue elevada a vicariato apostólico con la bula Ad potiorem vicariatus del papa Pío XI.
El 10 de diciembre de 1934 tomó el nombre de vicariato apostólico de Yuanling.
El 11 de abril de 1946 el vicariato apostólico fue elevado a diócesis con la bula Quotidie Nos del papa Pío XII.
En el verano de 1949 la ciudad de Yuanling fue ocupada por el Partido Comunista de China, que se impuso en la guerra civil y proclamó la República Popular China el 1 de octubre de 1949. El 4 de septiembre de 1951 China comunista expulsó al nuncio apostólico Antonio Riberi y la Santa Sede continuó reconociendo a la República de China en Taiwán como el legítimo gobierno chino. Todos los misioneros extranjeros fueron expulsados de China comunista en 1952, entre ellos el obispo Cutbert Martin O'Gara.
La Asociación Patriótica Católica China fue creada con el apoyo de la Oficina de Asuntos Religiosos de la República Popular de China en 1957, con el objetivo de controlar las actividades de los católicos en China. Su nombre público es Iglesia católica china y es referida como la "Iglesia oficial" en contraposición a la "Iglesia subterránea" o "Iglesia clandestina" leal a la Santa Sede.
En el período de 1966 a 1976 la Revolución Cultural se ensañó especialmente contra la religión, destruyéndose numerosas iglesias y cesaron todas las actividades religiosas en la diócesis, que pudo reanudar sus operaciones a principios de la década de 1980.
La Asociación Patriótica Católica China redujo la arquidiócesis de Changsha a diócesis de Changsha en fecha no precisada, luego, en 1991, efectuó un reordenamiento de sus límites cuando las diócesis de Changsha, Changde, Hengzhou, Yuanling y las prefecturas apostólicas de Yueyang, Yongzhou, Xiangtan, Lizhou y Baoqing fueron reordenadas en 6 diócesis: Changsha, Hengyang, Changde, Yueyang, Lixian y Yuanling. En 1999 las 6 diócesis patrióticas fueron fusionadas en una circunscripción única, la diócesis de Hunán, con sede en Changsha, sin el asentimiento de la Santa Sede.
El 22 de septiembre de 2018 se firmó en Pekín el Acuerdo provisional entre la Santa Sede y la República Popular de China sobre el nombramiento de los obispos. El 22 de octubre de 2020 el acuerdo fue prorrogado por otros dos años y en octubre de 2022 por otros dos años más.
Debido a la situación particular de la Iglesia católica en China, la Santa Sede no nombra obispos para las diócesis chinas, que son sedes oficialmente vacantes incluso en presencia de obispos reconocidos por Roma.

## Episcopologio
- Dominic Langenbacher, C.P. † (16 de julio de 1925-enero de 1930 renunció)
- Cutbert Martin O'Gara, C.P. † (12 de febrero de 1930-13 de mayo de 1968 falleció)
  - Sede vacante
  - Methodius Qu Ailin, consagrado el 25 de abril de 2012 (administrador, obispo de la diócesis oficial de Hunán)